# SS Leviathan

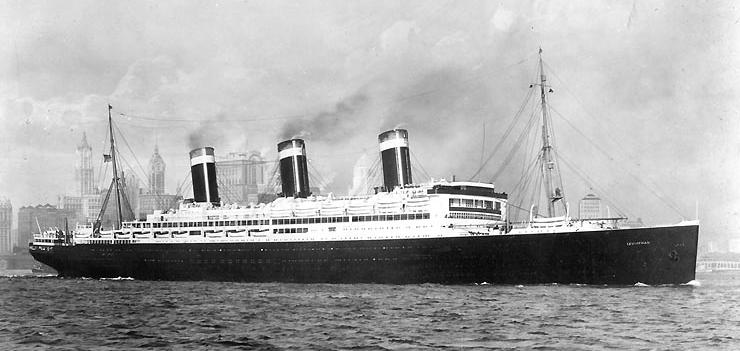

SS Leviathan, ban đầu được đóng là Vaterland (có nghĩa là "Tổ quốc" trong tiếng Đức), là một tàu biển thường xuyên đi qua Bắc Đại Tây Dương từ 1914 đến 1934. Tàu thứ hai trong số ba tàu chị em được đóng cho Hamburg America của Đức cho dịch vụ chở khách xuyên Đại Tây Dương của họ, cô Đi thuyền như Vaterland chưa đầy một năm trước khi sự nghiệp ban đầu của cô bị dừng lại khi bắt đầu Thế chiến I. Năm 1917, cô bị chính phủ Hoa Kỳ bắt giữ và đổi tên thành Leviathan. Cô được biết đến với cái tên này trong phần lớn sự nghiệp của mình, cả với tư cách là một đoàn quân trong Thế chiến I và sau đó là con tàu chở khách của Hoa Kỳ.